# Neptis gracilis
Neptis gracilis is een vlinder uit de onderfamilie Limenitidinae van de familie Nymphalidae. De wetenschappelijke naam van de soort is voor het eerst geldig gepubliceerd in 1885 door Theodor Franz Wilhelm Kirsch.